# Handżar

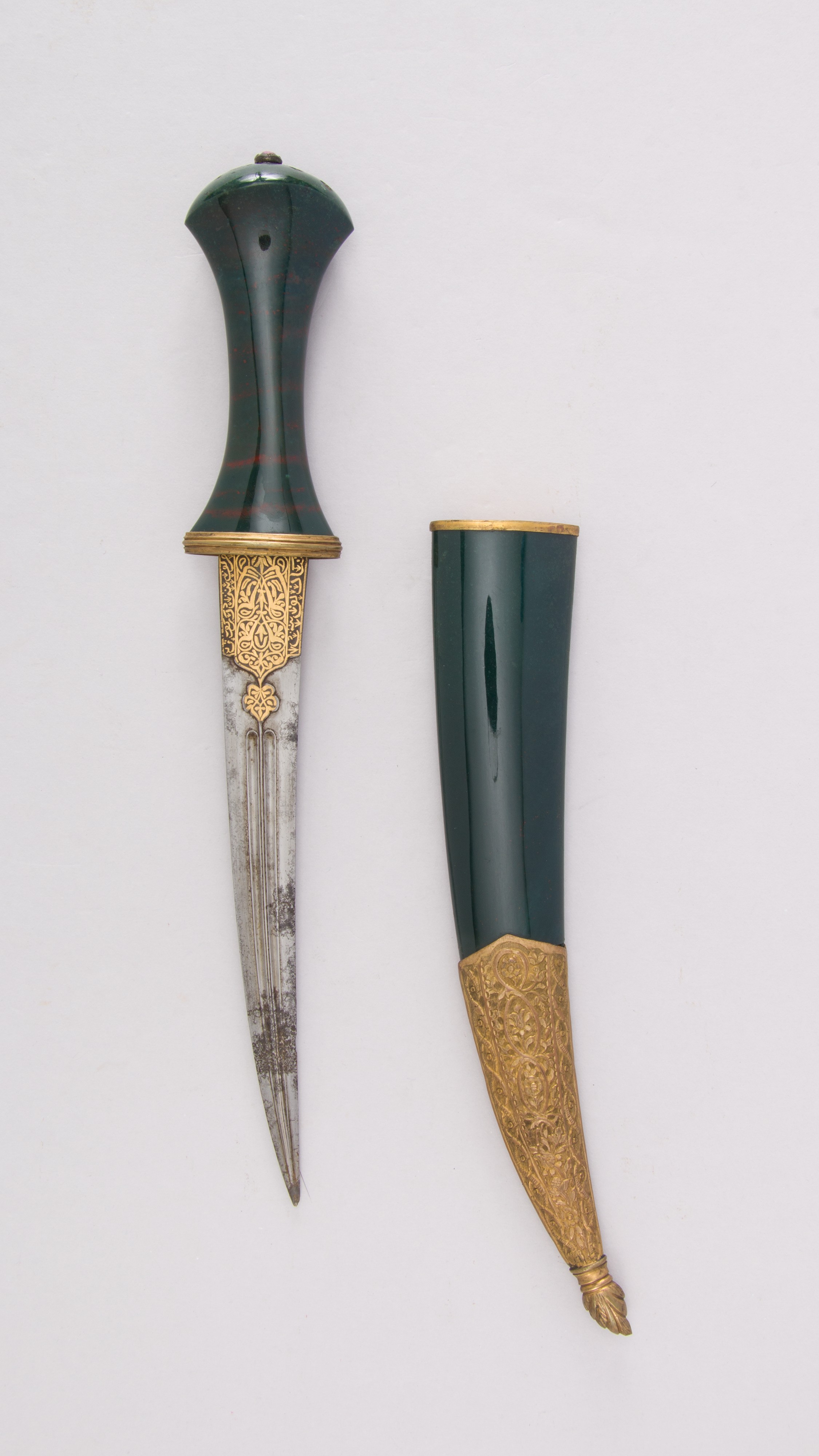
Handżar, XVIII-XIX w.

Handżar (osm. handżer, z arab. handżar) – sztylet pochodzenia perskiego o zakrzywionej obosiecznej głowni.

## Budowa
Głownia handżara jest zakrzywiona a przez jej środek zazwyczaj biegnie wydatna ość. Dawniej wykonywano je ze stali damasceńskiej lub odmiany damastu nazywanego chorassan. Rękojeść wykonywana jest z metalu lub kości, niekiedy również z kamieni półszlachetnych. Pośrodku trzonu rękojeści zazwyczaj występuje przewężenie. Pochwę wykonywano z drewna obciągniętego aksamitem i metalowymi okuciami. Handżary często bogato zdobiono, także przy użyciu metali i kamieni szlachetnych.